# Tom Wisdom
Tom Wisdom (Swindon, 18 febbraio 1973) è un attore britannico.

## Filmografia

### Cinema
- Escape to Somerset, cortometraggio (1998)
- Hey Mr DJ, regia di Danny Patrick (2003)
- 300, regia di Zack Snyder (2006)
- 4 amiche e un paio di jeans 2 (The Sisterhood of the Traveling Pants 2), regia di Sanaa Hamri (2008)
- I Love Radio Rock (The Boat That Rocked), regia di Richard Curtis (2009)
- I guardiani del faro (The Lightkeepers), regia di Daniel Adams (2009)
- Romeo and Juliet, regia di Carlo Carlei (2013)
- Soulmate, regia di Axelle Carolyn (2013)
- Eternal Return, cortometraggio (2013)
- Molly Moon e l'incredibile libro dell'ipnotismo (Molly Moon and the Incredible Book of Hypnotism), regia di Christopher N. Rowley (2015)
- Interference, regia di Linda Di Franco (2018)
- Enemy Lines, regia di Anders Banke (2020)

### Televisione
- Good King Wenceslas - film TV, regia di Michael Tuchner (1996)
- Black Hearts in Battersea - serie TV, 4 episodi (1996)
- Wycliffe - serie TV, episodio 3x07 (1996)
- Children of the New Forest - film TV, regia di Andrew Morgan (1998)
- Coronation Street - serie TV, 54 episodi (1999-2000)
- Brand Spanking New Show - serie TV, 5 episodi (2000)
- Sword of Honour - film TV, regia di Bill Anderson (2001)
- Suspicion - film TV, regia di Jamie Payne (2003)
- Mile High - serie TV, 24 episodi (2003-2004)
- Fire & Ice - Le cronache del drago - film TV, regia di Pitof (2008)
- Poirot (Agatha Christie's Poirot) - serie TV, episodio 12x02 (2010)
- Above Suspicion: Silent Scream, serie TV, 2 episodi (2012)
- Dominion - serie TV, 21 episodi (2014-2015)
- Hannibal - serie TV, episodio 3x01 (2015)
- Bones - serie TV, episodio 11x21 (2016)
- Il giovane ispettore Morse (Endeavour) - serie TV, episodio 5x01 (2018)

## Doppiatori italiani
Nelle versioni in italiano dei suoi film, Tom Wisdom è stato doppiato da:
- Alessio Cigliano in Dominion
- David Chevalier in Romeo and Juliet
- Francesco Venditti in Hannibal
- Lorenzo Accolla in I Love Radio Rock
- Simone Crisari in 4 amiche e un paio di jeans 2
- Simone D'Andrea in 300
- Stefano Crescentini in Sword of Honour
- Alessandro Messina ne I guardiani del faro